# أول إيفرسن
أول إيفرسن (بالنرويجية البوكمول: Ole Iversen)‏ هو لاعب جمباز فني نرويجي، ولد في 21 فبراير 1884 في ساربسبورغ في النرويج، وتوفي بنفس المكان في 9 مارس 1953.

## وصلات خارجية
- أول إيفرسن على موقع أوليمبيديا (الإنجليزية)